# غلين سانت ماري (فلوريدا)
غلين سانت ماري (بالإنجليزية: Glen St. Mary, Florida)‏ هي بلدة أمريكية تقع في الولايات المتحدة في مقاطعة بيكر. يقدر عدد سكانها بـ 437 نسمة ومساحتها 1.1 كم2 وترتفع عن سطح البحر 40 متر.